# 쿠프랭의 클라브생 조곡집에 의한 무용 조곡
쿠프랭의 클라브생 조곡집에 의한 무용 조곡 AV.107은 리하르트 슈트라우스가 프랑수아 쿠프랭의 클라브생 조곡집의 여러 곡을 발췌하여 관현악으로 편곡, 인용하여 작곡한 조곡이다.

## 개요
슈트라우스는 1910년 이래 베를린 오페라 극장의 초빙 지휘자로 있었으나, 이 오페라 극장이 1918년에 해체되자, 제1차 세계대전이 종료된 지 얼마 안된 이듬해인 1919년 12월에는, 빈 국립 오페라 극장과 음악감독으로서 5년간의 계약을 맺었다. 1924년까지의 사이에 오페라 극장 부속의 소강당, 레두텐잘(Redouten-Saal)에서 빈 고전파 음악의 세례를 충분히 받았던 것이다. 이 시대는 음악사의 흐름 위에서도, 표현주의적인 것에서 차차 신고전적인 움직임이 명확해 가는 때여서, 슈트라우스 자신도 고전적인 음악에 조금씩이지만 힘차게 이끌려가, 그러한 경향의 작품을 쓰기 시작한 시기와 일치하고 있다. 빈의 음악 아카데미에서 교편을 잡고 있던 연구심이 왕성한 그는 오래전부터 18세기 프랑스의 고전 음악에 흥미를 가지고 있었던 듯, 특히 프랑수아 쿠프랭의 건반 작품을 연구하고 있었다. 그는 맨 처음 쿠프랭의 하프시코드 음악을 바탕으로 연주회용의 관현악곡을 쓰려고 했었으나, 연구하는 동안에 그 곡들에 무용적 성격이 강하다는 것을 발견하고 무용 조곡으로 만들기로 계획을 변경했던 것이다. (단 당초의 계획은 나중에 쿠프랭의 클라브생 조곡집에 의한 디베르티멘토 Op.86, 1940~1941년 작곡이라는 형태로 구현되었다.) 이 계획 변경에는 외적 조건도 작용하고 있어, 오페라 극장 감독이라는 지위와 오페라 극장 부속 발레단의 흥행 개최 예정이, 그로하여금 이 기회에 작품을 발표시키게 된 것이라는 것은 상상하기 어렵지 않다.
슈트라우스가 이 곡에 사용하고 있는 하프시코드곡은 총 19곡이다. 이것을 원곡의 맛을 손상시키지 않고 소규모 관현악용으로 편곡한 것으로 원곡을 조옮김하기나, 반복을 생략하여 2, 3곡씩 묶고, 곡에 따라서는 자기 나름의 종결부를 창작하거나 하여, 모두 8곡으로 된 모음곡으로 꾸민 것이다. 소재를 골라 뽑은 원본은 쿠프랭이 1713년부터 1730년 사이에 출판한 4권의 클라브생곡집 전27곡 조곡 중 약 200곡에서이다.
소재가 된 원곡을 나열해 보면 다음과 같다.
제1곡 = 3권 조곡 16번 1곡, 3권 조곡 17번 1곡
제2곡 = 1권 조곡 1번 2곡, 1권 조곡 1번 12곡
제3곡 = 3권 14번 6곡, 3권 조곡 15번 3곡
제4곡 = 1권 조곡 1번 3곡, 1권 조곡 1번 10곡
제5곡 = 2권 조곡 12번 6곡, 4권 조곡 26번 2곡, 4권 조곡 23번 5곡, 1권 조곡 1번 13곡
제6곡 = 3권 조곡 18번 4곡, 3권 조곡 17번 2곡, 4권 조곡 23번 2곡
제7곡 = 2권 조곡 9번 1곡, 2권 조곡 9번 3곡
제8번 = 1권 조곡 3번 10곡
작곡은 1923년 2월 17일 빈에서 사육제 행제의 일환으로, 궁정내의 레두텐잘에서 개최된 발레 소와레에서 초연되었다. 이 모임에는 라모와 요한 슈트라우스의 무곡도 동시에 연주된 기록이 있으며, 지휘자는 젊은 친구였된 클레맨스 크라우스(Clemens Krauss, 1893~1954)였다. 초판은 1923년에 라히프치히의 F.E.C. 로이카르트 출판사에서 출판되었다.

## 편성
플루트2, 오보에2(2번은 잉글리시 호른과 겸함), 클라리넷2, 바순2, 호른2, 트럼펫2, 트롬본, 탬버린, 글로켄슈필, 하프시코드, 첼레스타, 하프, 현5부

## 연주시간
- 약 28분

## 구성
각 곡에 붙여 있는 명칭은 슈트라우스에 의한 것이다. 글 속의 로마 숫자는 조곡 번호를 나타내며, 아라비아 숫자는 그 조곡 속의 악장 번호를 나타낸다.
제1곡 ‘파반느(Pavane)’, 입장(入場)과 장중한 윤무(輪舞)(Einzug und feierlicher Reien)
마에스토소 사장조 4/4박자. A-B-A의 3부분으로, 원곡은 XVI-1 ‘유래 없는 정숙함, 혹은 콘티’로, 이것은 양쪽 A부분에 사용되고, 중간부에 XVII-1 ‘교만함, 혹은 풀케레’를 나란한 조의 마단조로 대비적으로 두고 있다.
제2곡 ‘쿠랑트(Courante)’
마에스토소 사단조 3/2박자. 4부분으로 되어 있으며 최초의 2부분은 I-2 ‘2개의 쿠랑트’로, 후반은 같은 조곡 I-12 ‘소네트, 블론드의 아가씨들, 부르넷의 아가씨들’을 사용하고 있다. ‘블론드의 아가씨들’로부터 알레그레토, 6/8박자로 바뀌고, 다시 ‘브로넷의 아가씨들’에서는 같은으뜸음조인 사장조로 조바꿈하여, 이 제2곡도 밝게 끝맺는다.
제3곡 ‘종(Canillon)’
알레그레토 비바체 라장조 2/4박자. 곡명인 ‘종’을 암시하듯 첫부분부터 글로켄슈필이 울린다. 쿠프랭의 원곡 그대로 첼레스타가 연주하고, 그것을 하프의 화음이 지탱하여 우아한 음악을 만들어간다. A-B-A 그리고 코다의 형태를 취하고 있는데. A부분은 XV-3 ‘경솔한 여자’가 사용되고 있다. A부분이 재현된 뒤 나타나는 코다는 A소재를 발전시킨 슈트라우스의 창작에 의한 종결부이다.
제4곡 ‘사라방드(Sarabande)’
라르고 사단조 3/4박자. A-B-A의 3부 형식. A부분에는 I-3 ‘사라방드 - 위험 있는 왕비’가 사용되고, 중간 B부분은 템포가 조금 빨라진 사장조로, I-10 ‘사라방드 - 센티멘트한 여인들’이 사용되고 있다.
'제5곡 ‘가보트(Gavotte)’
생생하게 마장조 2/2박자. 쿠프랭의 원곡 5곡이 사용되고, 6개의 부분으로 되어 있다. 먼저 XXVI-2 ‘가보트’가, 가장조의 제2트리오로서 XXIII-5의 후반의 ‘반인반양(伴人伴洋)의 풍자’가 이어진다. 코다와 지시된 부분부터 마장조로 돌아와, I-13 ‘가보트 - 부로본의 여인’, XX-1 ‘왕녀 마리’로 이어져 마지막에 이미 나온 주제를 사용하여 자유롭게 구성된 커다란 클라이맥스가 형성되어, 슈트라우스의 대위법의 묘미와 신선한 울림을 펼치면서 조용히 이 악장을 끝맺는다.
제6곡 ‘선회무도(旋回舞蹈, Wirbeltznz)’
프레스토 바장조 2/4박자. 3곡의 소재와 그 주제를 이용한 코다 등 모두 4개 부분으로 되어 있다. 먼저 프레스토로 시작되며, 알레그레토, 3/8박자로 이어진 바장조 부분은 XVIII-4 ‘시끄러운 사니이’이고, 다시 2/4박자의 프레스토가 되는 라단조의 중간부는 XVIII-2 ‘조그만 풍차’이다. 바장조와 제3부분은 프레스티시모로 XXIII-2 ‘뜨게질하는 여인’이 사용되고 있다. 그리고 마지막으로 제1부분 XVIII-4의 주제를 이용한 코다로 이루어져 있다.
제7곡 ‘알르망드와 미뉴에트(Allemande et Menuett)’
모데라토 가장조 4/4박자. 3개의 부분으로 되어 있으며 모두 조곡 9번을 사용하고 있다. IX-1 ‘2대의 하프시코드를 위한 알르망드’로 시작하여, 같은으뜸음단조의 중간부는 IX-3 ‘매력 있는 아기씨들’을 미뉴에트로 사용하고 있다. 제3부분은 이 미뉴에트가 가장조로 돌아와, 조금 변화가 가해진 형태를 취하고 있다.
제8곡 ‘행진곡(Marsch)’
알레그로 다장조 2/2박자. 장엄한 울림 속에서 시종 투티로 연주된다. p와 f의 대비나 크레센도, 그리고 디미누엔도의 효과가 아름다운 이 마지막 악장은 III-10 ‘프로방스의 뱃사람들’에 의거하고 있다. 마지막의 p부터 디미누엔도되어 pp, 다시 ppp에 이르러 끝마치는 종결부는 슈트라우스의 창작이다.

## 참고 문헌
- 《작곡가별 명곡해설 라이브러리》 22권 '슈트라우스' 〈음악지우사〉 (音樂世界)